# Regne de Gonja
El regne de Gonja fou l'estat del poble Gonja. Els gonjes són un dels grups ètnics de Ghana establerts a la primera meitat del segle xvi

## Regne Gonja
Forces mandings van entrar a Ghana amb diversos aliats, dota el lideratge de la força expedicionària manding de l'antic Imperi Songhai el 1546 quan havia esclatat la lluita per la successió del askia Muhammad (al tron des de 1528) entre el seu fill Musa i el seu nebot Bankuri, i un altre fill Ismail; la inestabilitat a Songhai va durar fins al regnat de Daud que va restaurar la normalitat vers el 1581. En aquests temps el contingent exiliat sota el clan ngbanya es va establir de manera ferma al país conegut ara com a Gonjaland sota el rei Landa (1546-1576). Després va regnar Wam (1576-1595) i el va seguir Chari (1595-1615), després Amoah (Alhaji Imoru Seidu 1615-1634 i seguidament Lanta Limu (1634-1675) que va abdicar en el seu fill i llegendari líder Ndewura Jakpa (1675-1697).
Jakpa es va embarcar en la conquesta de les terres del país Gonja i més enllà i va instaurar la pràctica de nomenar als seus fills com a governadors de les diverses províncies. Aquestes divisions que van sobreviure als conflictes del regne, al govern europeu, i al modern estat foren: Wasipe (Daboya), Kpembe, Bole, Tuluwe, Kong, Kadia i Kusawgu. Fins al dia d'avui els caps tradicionals d'aquestes divisions es refereixen al yagbonwura (rei) de Gonja com el seu pare. Dins d'aquestes divisions hi havia subdivisions que tenien un sistema de govern basat en les rotacions igual que a les divisions i al regne.
Es va expandir durant el segle xvi i XVII arribant fins al riu Oti a la part nord-oriental de la moderna Ghana, separant els akan (que en aquest temps van fundar el regne Aixanti) dels mossis. Al final del segle xvii les divisions van debilitar el regne que a la meitat del segle xviii va poder ser objecte d'atacs aixantis. Passant els anys les diverses divisions van començar les rotacions primer a Wasipe i acabant a Kusawgu. Amb el cessament del candidat de Kusawgu les rotacions van començar altre cop des de Daboya en avall. Qualsevol intent de trencar la successió portava al desastre tant si era a nivell del regne com de les divisions. La successió va ser així fins al 1830 quan Nyantakyi de Kong va pujar al tron i al cessar el tron va passar a Tuluwe i seguidament a Kusawgu. Una disputa va esclatar entre Bole i Kong sobre la successió i Kong va fer allò que no es podia suposar, i va demanar ajuda exterior dels traficants d'esclaus Samori i de Kadia. Samori i Kong foren derrotats i això va portar a l'expulsió de Kong i de Kadia de la reialesa. Així les divisions van passar de 7 a 5 (Wasipe, Kpembe, Bole, Tuluwe i Kusawgu). Els següents a pujar al tron foren Tuluwe i Kusawgu successivament. Kong va crear una situació de guerra civil que va portar inestabilitat durant els regnats de Kurbang Seidu Dushi (1880-1891), Puntong Prong (Abudu) Lanyon (1896-1907) i Mahama Dangboga (1909-1937) els tres de Bole. Sota Lanyon els britànics van entrar al país i el van dominar fermament.

## Protectorat britànic
El 1930 els britànics van organitzar conferències a Gonja i Dagomba per regular els mètodes de successió en vistes a introduir el govern indirecte l'abans possible. La Conferència de Gonja es va celebrar a Yapei sota els auspicis del comissionat de la regió sud dels Territoris del Nord, Sir Duncan-Johnstone. La constitució de Gonja (i de Dagomba o Dagbon) fou adoptada i acceptada culminant en un informe titulat “Enquiry into the Constitution and Organization of the Gbanye Kingdom" (i pels dagbons “Enquiry into the Constitution and Organization of the Dagbon Kingdom") el 1932.
Amb la dimissió del Yagbonwura Mahama, Kpembewura Isanwurfor va declinar la pujada al poder a la capital Yagbon i es va quedar a Kpembe. Iddi Bambaga o Banbanga (1937-1942) de Tuluwe va agafar les regnes i el va seguir Soale Lanyo de Kusawgu (1942-1943) i després Awusi Ewuntomah de Wasipe (1943-1975) arribant a l'acord de Yapei agreement, quan el tron va quedar vacant el 1975. Kpembewura Jawula Ababio II de Kpembe va reclamar les pells (la corona) però els "Kingmakers" no li van donar suport perquè aleshores estava malalt i es va acordar que seria elegit Kurabaso de Bole amb la previsió que quan hi hagués vacant el rei de Kpembe seria el primer designat. Kurabaso va regnar entre 1975 i 1982. Quan les pells van quedar vacants Kpembewura Timu I de Kpembe (Mr. J. A. Braimah) va esdevenir Yagbonwura. La rotació va seguir en endavant amb Tuluwe (Kanyiti, 1987-1990), Kusawgu (Biyawurbi; 1990-1992), Wasipe (Aliadengyi; 1992-1993), Bole (Bore Enyi Nche; 1993-1998) i Kpembe (Bawah Doshie; 1999-2010), tornant a començar a Tuntube Bore Essa de Tuluwe el 2010.
El sistema de rotació no és exclusiu de Gonja. Els pobles Gbewaa, Mamprusis, Dagombes, Nanumbes i fins i tot els mossis tenen sistemes rotatoris; els mamprusis per exemple van començar amb dos branques alternant i després van passar a ser quatre.

## Llista de reis
- 1546 - 1576 Landa
- 1576 - 1595 Wam
- 1595 - 1615 Chari
- 1615 - 1634 Amoah (Alhaji Imoru Seidu)
- 1634 - 1675 Lanta Limu
- 1675 - 1697 Sumaila Ndewura Jakpa
- 1698 - 1709 Sulemana Jakpa (rebel)
- 1698 - 1699 Lanyon (Regent, després rei)
- 1699 - 1709 Abbas (adopta el títol de Yagbongwura el febrer de 1709)
- 1709 - 1712 Mahama Labayiru
- 1712 - .... Bur' Lanyon
- .... - .... Kankanga
- .... - .... Safu
- .... - .... Kali
- .... - 1858 Jakpa
- 1858 - 1873 Nyantachi
- 1873 - 18.. Jiau
- 18.. - 1880 Kpirku
- 1880 - 1891 Kurbang
- 1891 - 1896 Vacant
- 1896 - 1907 Pontomprong
- 1907 - 1909 Vacant
- 1909 - 1937 Dangbonga
- 1937 - 1942 Banbanga
- 1942 Singbing Lanyon
- 1942 - 1975 Ewuntoma
- 1975 - 1982 Kurabaso
- 1983 - 1987 Timu
- 1987 - 1990 Kanyiti
- 1990 - 1992 Bi-Awuribi
- 1992 - 1993 Ale Adengi Tikpiri
- 1993 - 2000 Bore Nyinche
- 2000 - 2010 Bawah Abudu Doshie
- 2010 - Tuntumba Bore Essa